# María Dolores Gómez Molleda
María Dolores Gómez Molleda (Colmenar Viejo, 15 de setembre de 1922 - Salamanca, 10 d'octubre de 2017) va ser una historiadora espanyola, especialitzada en l'estudi de l'Espanya contemporània. Va ser catedràtica de la Universitat de Salamanca.

## Biografia
Es va llicenciar en Filosofia i Lletres, secció de Geografia i Història, a la Universitat Complutense de Madrid, amb Premi Extraordinari.
Va ingressar el 1943 en el cos d'Arxius, Biblioteques i Museus. Adjunta per oposició a la càtedra d'Història Moderna i contemporània de la Universitat de Madrid, el 1967 va obtenir la càtedra a la Universitat de Santiago. El 1970 va obtenir, per trasllat, la càtedra de la Universitat de Salamanca.
Durant els anys cinquanta publica Bibliografía histórica española 1950-1954 i Gibraltar, una qüestió sobre la qual havia investigat en la seva tesi doctoral. Als anys seixanta centra la seva recerca en l'Espanya contemporània, un estudi no gaire habitual en l'època franquista. És autora en aquests anys d'obres com Los reformadores de la España contemporánea (CSIC, 1966), prologada per Vicente Palacio Atard i que versa sobre el paper de la Institució Lliure d'Ensenyament; El socialismo español y los intelectuales: Cartas de líderes del movimiento obrero a Miguel de Unamuno (Universitat de Salamanca, 1980) o La masonería en la crisis española del siglo XX (Taurus, 1986), en la qual aborda el paper dels maçons a Espanya des de la dictadura de Primo de Rivera fins a la instauració de la Segona República i la primavera de 1934.
Va dirigir la revista Eidos. Revista d'idees contemporànies, i també va crear i dirigir la revista Studia Historica, Historia Contemporánea. Entre els anys 1970 i 1974 va ser secretària assessora del Departament d'Història de la Fundació Juan March. Va ser directora de la Casa-Museu d'Unamuno de la Universitat de Salamanca, entre els anys 1977 i 1988.

## Reconeixements
Membre corresponent de la Reial Acadèmia de la Història, va ser creditora el 1967 d'un Premi Nacional d'Història, per la seva obra sobre Los reformadores de la España contemporánea.
El 1990, la Universitat de Salamanca va publicar un llibre en memòria sevaː Historia, literatura, pensamiento. Estudios en homenaje a María Dolores Gómez Molleda.

## Vida personal
Pertanyia a la Institució Teresiana, Associació Internacional de Fidels Laics fundada per Pedro Poveda, a l'edició crítica de l'obra escrita de la qual va dedicar molts dels seus esforços, especialment en les últimes dècades de vida.